# Ibn Abd Rabbih
Ibn Abd Rabbih (arabisch ابن عبد ربه, DMG Ibn ʿAbd Rabbihi, auch Abū ʿUmar Ahmad ibn Muhammad / أبو عمر أحمد بن محمد; geb. 860; gest. 940) war ein andalusischer Gelehrter und Dichter aus Córdoba, heute Spanien. Er ist Verfasser des Werkes al-ʿIqd al-farīd (Die einzigartige Halskette).

## Al-ʿIqd al-farīd
Sein Werk al-ʿIqd al-farīd (Die einzigartige Halskette) gilt als ein Klassiker der arabischen Literatur. Es liefert reichhaltige Informationen über verschiedene Elemente der arabischen Kultur und Literatur in den vier Jahrhunderten vor seinem Tod. Im Wesentlichen handelt es sich um ein Buch des adab und sollte demnach nach Vorstellung des Autors alles umfassen, was eine gut informierte Person wissen musste, um in der Gesellschaft als Individuum mit gutem Benehmen und kultiviertem Auftreten zu gelten.
Gegliedert ist das Werk in fünfundzwanzig „Bücher“ einer Halskette (siehe den Titel des Werkes), wobei jedes um ein Hauptthema herum angeordnet ist. Einer jeweiligen Einleitung des Autors folgen seine einschlägigen Adab-Auswahlen in Versen und Prosa zum Thema. Ibn Abd Rabbih stützte sich dabei auf ein umfangreiches Repertoire an Quellen, darunter Bibel, Koran, Hadith-Literatur, Werke von al-Jahiz, Ibn Qutayba, al-Mubarrad, Abu Ubayda ibn al-Muthanna und einigen anderen sowie die Diwane vieler arabischer Dichter, einschließlich seiner eigenen Gedichte.
Eine englische Übersetzung des Werkes von Issa J. Boullata erschien in mehreren Bänden unter dem Titel The Unique Necklace in der Reihe der Great Books of Islamic Civilization.